# John Oxley
John Joseph William Molesworth Oxley (Kirkham Abbey, 1785 – Camden, 25 maggio 1828) è stato un esploratore britannico.
Marinaio della marina militare britannica, nel 1812 fu inviato in Australia; Oxley esplorò il Paese nel 1817 e nel 1818, pubblicando la sua relazione nel 1820. È particolarmente noto per le sue spedizioni all'interno del Nuovo Galles del Sud e quelle dei fiumi Tweed e Brisbane, in quello che oggi è lo stato del Queensland.
In Australia esistono varie località di nome Oxley.